# Cantonul Roissy-en-Brie
Cantonul Roissy-en-Brie este un canton din arondismentul Torcy, departamentul Seine-et-Marne, regiunea Île-de-France , Franța.

## Comune
- Ozoir-la-Ferrière
- Pontcarré
- Roissy-en-Brie (reședință)